# 국립어린이청소년도서관
국립어린이청소년도서관은 어린이와 청소년 대상 정보서비스와 독서문화진흥을 담당하는 국립중앙도서관의 소속기관으로, 대한민국 서울특별시 강남구 테헤란로7길 21에 위치하고 있다.
어린이와 청소년을 위한 국가대표 어린이청소년도서관으로, 2006년 6월 28일 개관하였다. 6개 층(지상 4층, 지하 2층)으로 이루어져 있으며, 강남역 인근에 있어 어린이･청소년뿐만 아니라 일반인도 쉽게 이용할 수 있다. 국내외에서 발행되는 어린이청소년 분야의 지식정보자원을 체계적으로 수집하여 국내 최대 규모인 77만여 책을 보유하고 있으며, 어린이·청소년 뿐 만 아니라 어린이청소년 관련 연구자들의 연구 자료로 제공하고 있다.

국내에서 가장 많은 양의 어린이·청소년 도서와 자료를 소장하고 있는데 2023년 6월 기준 동양서 561,702권, 서양서 96,387권, 연속간행물 18,672권, 비도서 98,528권 등 총 775,289점의 자료를 갖추었다.

국립어린이청소년도서관은 이용자의 연령, 자료의 특성 등을 고려하여 어린이자료실, 꿈창작실(가족공작실), 희망창작실, 연구자료실로 구성·운영하고 있으며, 국내외 어린이청소년 관련 단행본, 비도서, 연속간행물 등을 비치하여 서비스를 제공하고 있다. 이용자의 편의를 위하여 최근 발간 자료를 중심으로 개가제로 운영하고 있으며, 이용 빈도가 높은 자료도 발행연도와 관계없이 개가하고 있다. 대부분 도서는 열람만 가능하나 연구자료실 서고의 외국아동자료는 관외 대출이 가능하다.

4차 산업혁명시대 창의·융합 인재 양성을 위해 메이커 공간인 ‘미꿈소(미래꿈희망창작소)’를 개관하여 도서관 자료와 디지털 신기술이 접목된 다양한 도서관형 창작 프로그램을 운영하고 있다. 2020년에는 4차 산업혁명과 5G 시대의 신기술을 활용한 ‘증강현실 체험관’을 설치하여 ‘책’과 ‘이야기’를 연계하여 아이들이 오감으로 체험하는 실감형 독서를 경험할 수 있는 프로그램을 운영하고 있다. 또한, 2023년에는 로봇 자율주행과 드론 체험이 가능한 첨단기술 체험관을 조성하여 체험프로그램을 운영하고 있다.

1층은 어린이자료실·꿈창작실·안내데스크로 이루어진다. 어린이자료실에는 유아 및 초등학교 저학년 대상 자료를 비치하였으며 아이들에게 책을 읽어주는 공간인 ‘이야기방’과 그림책을 모아 놓은 ‘그림책나라’가 있다. 어린이·가족 대상 창작 공간인 꿈창작실은 기존 ‘청소년자료실’을 개선하여 2019년 9월 20일 개실하였다. 4차 산업혁명, 메이커, 코딩, 인공지능 등 관련 자료를 비치하고 어린이들의 융합적인 사고능력 향상을 위해 독서와 다양한 디지털제작장비, 소프트웨어프로그램, 로봇 등 콘텐츠 제작 플랫폼과 장비를 활용한 창작 프로그램을 온·오프라인으로 운영하고 있다.

2층은 희망창작실·전시실로 구성된다. ‘희망창작실’은 청소년의 자유롭고 창의적인 미래 핵심 역량 개발을 위해 기존의 멀티미디어실을 개조하여 청소년 전용 공간으로 2019년 9월 20일에 개실하였다. 초등 고학년 및 청소년 대상 도서를 개가제로 운영하고 진로·진학 등 관련 장서를 컬렉션화해 제공하고 있다. 또한, 웹툰 창작과 디지털 미디어 스튜디오 공간에서 관련 창작프로그램을 운영하고 있다. 전시실은 도서관에서 주관하는 기획전시와 어린이·청소년 관련 기관 및 단체의 대관 전시를 하는 공간이다.

3층에는 연구자료실이 있다. 연구자료실에는 국내외 아동문학 연구자료, 세계 여러 나라의 그림책․동화책, 독서지도자료, 일반도서가 비치되어 있으며 아동문학가 7인(박홍근, 조흔파, 마해송, 강소천, 윤석중, 홍성찬, 조대현)의 개인문고가 있다. 이용자들은 각 자료실에 비치되지 않은 서고 자료를 검색 PC에서 검색한 후 열람을 신청하여 이용할 수 있다. 또한 어린이, 청소년 관련 전자자료와 원문 정보를 이용할 수 있는 멀티미디어 자료 열람 공간이 있다.

4층은 세미나실(84석)·강당(200석)·독서토론실(2실)·증강현실그림책방(20석)·증강현실교육장(8석)으로 이용된다.

## 연혁
2004 국립어린이청소년도서관 운영 연구용역 실시
2005 국립어린이청소년도서관설립기획단 발족
2006 국립어린이청소년도서관 개관
2009 동화구연 체험관 개실, 어린이독도체험관 개실
2011 마해송 개인 문고 설치
2012 조흔파 개인 문고 설치
2017 홍성찬 개인 문고 설치
2019 미꿈소(미래꿈희망창작소) 개관
2020 증강현실(Augmented Reality: AR) 체험관 조성

## 조직

### 관장
- 행정지원과[3]
  - 문서의 수발, 통제, 발간 및 보존
  - 인사, 복무, 교육훈련, 연금, 민원에 관한 일
  - 보안 및 관인관수
  - 급여, 예산 회계 및 결산
  - 국유재산 및 물품의 관리
  - 주차장, 차량운행에 관한 일
  - 청사와 시설의 관리
  - 주요사업 계획의 수립 조정과 심사분석
  - 법령규정의 제정, 개정, 폐지에 관한 일
  - 기타 관내 다른 과의 주관에 속하지 아니하는 사항

- 기획협력과[3]
  - 어린이청소년도서관 발전 계획 수립 및 추진
  - 어린이청소년도서관 독서진흥에 관한 업무
  - 국내 어린이청소년도서관 및 관련 단체 협력·지원
  - 전국어린이서비스협의회 운영 등에 관한 사항
  - 외국 어린이청소년도서관과의 교류협력
  - 어린이청소년 담당사서 역량강화 업무
  - 어린이청소년도서관 홍보에 관한 사항
  - '도서관 이야기' 등 간행물 발간 및 보급
- 정보서비스과[3]
  - 어린이청소년도서관 자료실 운영
  - 어린이청소년 관련 참고정보원 조사 및 제공
  - 어린이청소년도서관 자료수집
  - 어린이청소년도서관 서고운영 및 관리
  - 어린이청소년도서관 독서문화프로그램 운영
  - 어린이청소년도서관 전산 및 정보화
  - 어린이청소년도서관 견학

## 시설
- 1층: 어린이자료실, 꿈창작실(공간 미래, 공간 꿈, 첨단기술 체험관), 가족공작실, 수유실, 안내데스크
- 2층: 희망창작실(체험형동화구연실, 공간 상상, 공간 희망), 전시실
- 3층: 연구자료실(개인문고)
- 4층: 증강현실 그림책방, 증강현실 교육장, 강당, 세미나실, 독서토론실
- 지하1층: 어린이독도체험관 LIVErary, 증강현실체험관

## 소장 자료
- 동양서(KDC) 단행본(계:520,851)
  - 인문과학: 348,313
  - 사회과학: 71,069
  - 자연과학: 101,469

- 서양서(DDC) 단행본(계: 80,400)
  - 인문과학: 66,098
  - 사회과학: 7,915
  - 자연과학: 6,387

- 연속간행물(계: 17,459)
  - 인문과학: 12,943
  - 사회과학: 3,994
  - 자연과학: 522

- 비도서(계: 96,356)
  - 인문과학: 72,501
  - 사회과학: 14,886
  - 자연과학: 8,969

## 같이 보기
- 국립중앙도서관
  - 국립어린이청소년도서관
  - 국립세종도서관

## 뉴스
- 국립어린이청소년도서관 '열두 발자국' 등 추천서 100권 선정
- 어린이와 청소년을 위한 국립어린이청소년도서관